# Personent hodie
Personent hodie è un canto natalizio latino medievale, il cui testo rimanda a un precedente del XII secolo, con una musica che mostra analogie con un inno del XIV secolo. È tramandato nelle Piæ Cantiones, una raccolta di 74 inni della latinità medievale, che fu pubblicata da curatori finlandesi nel 1582.

## Origini
Il testo di Personent hodie rivela delle analogie con un inno latino del XII secolo che inizia con le parole "intonent hodie voces ecclesie", del quale è forse una parodia scritta probabilmente per la Festa dell'Episcopello (6 - 28 dicembre)

La melodia ha invece delle similitudini con quella inserita in un manoscritto del 1360, ritrovato nella città bavarese di Moosburg an der Isar (Germania).

## Testo
Il testo parla della nascita di Gesù e dell'arrivo a Betlemme dei Re Magi. Da notare l'uso della formula “Gloria in excelsis Deo:
Personent hodie

voces puerulae,

laudantes iucunde

qui nobis est natus,

summo Deo datus,

et de virgineo ventre procreatus
In mundo nascitur,

pannis involvitur

praesepi ponitur

stabulo brutorum,

rector supernorum.

perdidit spolia princeps infernorum.
Magi tres venerunt,

parvulum inquirunt,

Bethlehem adeunt,

stellulam sequendo,

ipsum adorando,

aurum, thus, et myrrham ei offerendo
Omnes clericuli,

pariter pueri,

cantent ut angeli:

advenisti mundo,

laudes tibi fundo.

ideo gloria in excelsis Deo.

## Versioni in altre lingue

### Versioni in lingua inglese
Diversi sono stati gli adattamenti dell'inno in lingua inglese. La versione più comune in inglese è quella di Jane M. Joseph (1894 – 1929), On this day earth shall ring.
On this day earth shall ring

with the song children sing

to the Lord, Christ our King,

born on earth to save us;

him the Father gave us.

Id-e-o-o-o, id-e-o-o-o,

Id-e-o gloria in excelsis Deo!
His the doom, ours the mirth;

when he came down to earth,

Bethlehem saw his birth;

ox and ass beside him

from the cold would hide him.

Id-e-o-o-o, id-e-o-o-o,

Id-e-o gloria in excelsis Deo!
God's bright star, o'er his head,

Wise Men three to him led;

kneel they low by his bed,

lay their gifts before him,

praise him and adore him.

Id-e-o-o-o, id-e-o-o-o,

Id-e-o gloria in excelsis Deo!
On this day angels sing;

with their song earth shall ring,

praising Christ, heaven's King,

born on earth to save us;

peace and love he gave us.
Id-e-o-o-o, id-e-o-o-o,

Id-e-o gloria in excelsis Deo!
Tra le altre versioni, si possono citare Boys' Carol a cura di Elizabeth Poston (1965) e Let The Song be Begun, a cura di John Mason Neal, il cui testo però si discosta dall'originale.